# Ali Nullmeyer
Ali Nullmeyer (ur. 21 sierpnia 1998 w Toronto) – kanadyjska narciarka alpejska, dwukrotna medalistka mistrzostw świata juniorów i srebrna medalistka igrzysk olimpijskich młodzieży.

## Kariera
Po raz pierwszy na arenie międzynarodowej pojawiła się 13 grudnia 2014 roku w Panoramie, gdzie w zawodach Nor-Am Cup nie ukończyła drugiego przejazdu w slalomie. Podczas igrzysk olimpijskich młodzieży w Lillehammer w 2016 roku wywalczyła w tej konkurencji srebrny medal. Na rozgrywanych rok później w mistrzostwach świata juniorów w Åre zwyciężyła w zawodach drużynowych i zajęła drugie miejsce w slalomie.
W Pucharze Świata zadebiutowała 8 marca 2018 roku w Szpindlerowym Młynie, gdzie nie zakwalifikowała się do pierwszego przejazdu w gigancie. Pierwsze pucharowe punkty zdobyła 14 stycznia 2020 roku we Flachau, zajmując 16. miejsce w slalomie.
Podczas igrzysk olimpijskich w Pekinie w 2022 roku zajęła 21. miejsce w slalomie. W tej samej konkurencji zajęła też między innymi 24. miejsce na mistrzostwach świata w Cortina d’Ampezzo w 2021 roku.

## Osiągnięcia

### Igrzyska olimpijskie
| Miejsce | Dzień    | Rok  | Miejscowość | Konkurencja | Czas biegu | Strata | Zwyciężczyni |
| ------- | -------- | ---- | ----------- | ----------- | ---------- | ------ | ------------ |
| 21.     | 9 lutego | 2022 | Pekin       | Slalom      | 1:44,98    | +2,98  | Petra Vlhová |

### Mistrzostwa świata
| Miejsce | Dzień     | Rok  | Miejscowość       | Konkurencja | Czas biegu | Strata | Zwyciężczyni          |
| ------- | --------- | ---- | ----------------- | ----------- | ---------- | ------ | --------------------- |
| 27.     | 18 lutego | 2017 | Sankt Moritz      | Slalom      | 1:37,27    | +5,89  | Mikaela Shiffrin      |
| 24.     | 20 lutego | 2021 | Cortina d’Ampezzo | Slalom      | 2:30,66    | +5,68  | Katharina Liensberger |

### Mistrzostwa świata juniorów
| Miejsce | Dzień     | Rok  | Miejscowość  | Konkurencja | Czas biegu | Strata | Zwyciężczyni        |
| ------- | --------- | ---- | ------------ | ----------- | ---------- | ------ | ------------------- |
| DNF2    | 2 marca   | 2016 | Soczi        | Gigant      | 2:12,39    | -      | Jasmina Suter       |
| 10.     | 5 marca   | 2016 | Soczi        | Slalom      | 1:37,41    | +4,80  | Elisabeth Willibald |
| 1.      | 12 marca  | 2017 | Åre          | Drużynowo   | ?          | -      | -                   |
| 20.     | 12 marca  | 2017 | Åre          | Gigant      | 1:58,38    | +2,89  | Laura Pirovano      |
| 2.      | 13 marca  | 2017 | Åre          | Slalom      | 1:42,81    | +0,09  | Camille Rast        |
| 9.      | 19 lutego | 2019 | Val di Fassa | Gigant      | 1:54,99    | +2,43  | Alice Robinson      |
| DNF2    | 20 lutego | 2019 | Val di Fassa | Slalom      | 1:47,70    | -      | Meta Hrovat         |

### Puchar Świata

#### Miejsca w klasyfikacji generalnej
- sezon 2019/2020: 96.
- sezon 2020/2021: 73.
- sezon 2021/2022: 45.